# 한송중학교
한송중학교(寒松中學校)는 대한민국 충청북도 제천시 한수면 송계리에 있는 공립 중학교이다.

## 학교 연혁
- 1964년 12월 16일 : 한수중학교 설립 인가
- 1965년 4월 15일 : 한수중학교 개교
- 1984년 6월 24일 : 중학교 송계리로 학교 이전
- 1998년 3월 1일 : 한송초중학교 통합 운영
- 1998년 12월 21일 : 한송초중학교 개축교사 준공 및 이전
- 2024년 1월 4일 : 중학교 제56회 3명 졸업 (졸업생 총 3,167명)
- 2024년 9월 1일 : 제16대 장호식 교장 부임

## 참고 자료
- 한송중학교 - 한국교육학술정보원 학교알리미